# Стјепан Абрлић Стева
Стјепан Абрлић Стева (Дрежник, код Карловца, 10. април 1913 — Лисовић, код Барајева, 12. април 1943) био је учесник Народноослободилачке борбе и народни херој Југославије.

## Биографија
Рођен је 10. априла 1913. године у селу Дрежнику, код Карловца. Неколико година пред рат, Стјепан Абрлић је радио у Београду као каменорезачки радник.
Пре одласка у Космајски партизански одред, августа 1941. године, као члан једне од диверзантских група у окупираном Београду учествовао је у паљењу окупаторске штампе, камиона и гаража; вршио је и друге сличне акције.
По доласку у одред био је најпре борац, а затим десетар. После прве непријатељске офанзиве, крајем 1941. године, прешао је са Одредом у Санџак, али се фебруара 1942. године вратио и ускоро постао курир између Окружног комитета КПЈ за Младеновац и срезова - Шумадије.
Био је један од најхрабријих бораца у Одреду. Одред му је поверавао најтеже задатке и увек био сигуран да ће их он извршити. Приликом повратка одреда из Санџака, у околини Ваљева и Рудника, у селу Трешњевици, својим примером је повукао све борце да јуришају на надмоћнијег непријатеља. Половином фебруара 1942. године, у селу Живковцу, Одред се ноћу, изненада, сукобио се са јаким четничким снагама. Сналажљив и хладнокрван, Стева је први почео да баца бомбе на четнике. Придружили су му се и остали партизани. За непун час било је разбијено пет стотина четника. Истакао се, исто тако, и у борбама у Бељини и Дучини.
Као курир, Стева се неуморно и неустрашиво пробијао кроз заседе и фашистичка упоришта успостављајући и одржавајући прекинуте везе између Младеновца и Шумадије. Радио је и на пребацивању бораца из Београда и других места у одред. Десетине бораца, захваљујући њему, успешно су се пребациле у партизане.
Када је веза између Космаја и Шумадије била учвршћена, Стева је почетком 1943. године, био одређен за политичког комесара једне чете у Космајском партизанском одреду.
Дана 12. априла 1943. године чету су у селу Лисовићу, код Барајева, напале и опколиле јаке снаге Немаца и Српског добровољачког корпуса (љотићевци). При пробоју из обруча, Стева је налазећи се у првим линијама чете погинуо у јуришу.
Указом председника ФНРЈ Јосипа Броза Тита 9. октобра 1953. проглашен је за народног хероја.